# Jak wszyscy inni
Jak wszyscy inni (tyt. oryg. Si gjithë të tjerët) – albański film fabularny z roku 1981 w reżyserii Spartaka Pecaniego.

## Opis fabuły
Film porusza problem osób, dojrzewających w domu dziecka i wkraczających w dorosłe życie. Vullnet, który zakończył służbę wojskową powraca do domu dziecka, szukając rozwiązania dla jego problemów życiowych. Przeżywa swoją pierwszą miłość – do Jety i podejmuje pierwszą pracę.
Film realizowano we wnętrzach domu dziecka 8 Nentori w Tiranie. W roli statystów wystąpili pracownicy fabryki traktorów.

## Obsada
- Edmond Topi jako Vullnet
- Thimi Filipi jako Nasho
- Tinka Kurti jako dyrektorka
- Matilda Makoçi jako Jeta
- Antoneta Papapavli jako matka Jety
- Bep Shiroka jako ojciec Jety
- Ali Bega jako Foto
- Ilir Dashi
- Genti Malko